# Partito Socialista Sammarinese
Il Partito Socialista Sammarinese (PSS) è stato un partito politico operante nella Repubblica di San Marino fino al 2005, quando si fuse con il Partito dei Democratici (PdD) per dare vita al Partito dei Socialisti e dei Democratici (PSD).

## Storia
Il Partito Socialista Sammarinese è il primo gruppo politico della storia della Repubblica. Venne fondato tra il 1892 e il 1893 - la data esatta è tuttora soggetto di dibattito tra gli storici - da alcuni giovani del luogo, con il contributo di Pietro Franciosi, personaggio al quale si deve il movimento che condusse alla restaurazione dell'Arengo nel 1906.
Nelle elezioni politiche a San Marino del 2001 il PSS ha ottenuto 5.296 voti pari al 24,18% del totale, conseguendo 15 dei 60 seggi del Consiglio Grande e Generale e affermandosi quale secondo partito del Paese.
Gli organi stampa del partito sono stati i notiziari "Il Titano" e "Il Nuovo Titano".

## Risultati elettorali
|                | Lista                       | Voti                           | %     | Seggi |    |
| Politiche 1920 | Consiglio Grande e Generale | Partito Socialista Sammarinese |       |       | 18 |
| Politiche 1943 | Consiglio Grande e Generale | Comitato della Libertà         |       |       | 60 |
| Politiche 1945 | Consiglio Grande e Generale | Comitato della Libertà         |       | 34,16 | 20 |
| Politiche 1949 | Consiglio Grande e Generale | Comitato della Libertà         |       | 57,69 | 35 |
| Politiche 1951 | Consiglio Grande e Generale | Partito Socialista Sammarinese |       | 22,11 | 13 |
| Politiche 1955 | Consiglio Grande e Generale | Partito Socialista Sammarinese |       | 25,51 | 16 |
| Politiche 1959 | Consiglio Grande e Generale | Partito Socialista Sammarinese |       | 13,81 | 8  |
| Politiche 1964 | Consiglio Grande e Generale | Partito Socialista Sammarinese |       | 10,68 | 6  |
| Politiche 1969 | Consiglio Grande e Generale | Partito Socialista Sammarinese |       | 17,95 | 7  |
| Politiche 1974 | Consiglio Grande e Generale | Partito Socialista Sammarinese |       | 13,92 | 8  |
| Politiche 1978 | Consiglio Grande e Generale | Partito Socialista Sammarinese |       | 13,77 | 8  |
| Politiche 1983 | Consiglio Grande e Generale | Partito Socialista Sammarinese |       | 14,82 | 9  |
| Politiche 1988 | Consiglio Grande e Generale | Partito Socialista Sammarinese |       | 11,11 | 7  |
| Politiche 1993 | Consiglio Grande e Generale | Partito Socialista Sammarinese | 5.167 | 23,72 | 14 |
| Politiche 1998 | Consiglio Grande e Generale | Partito Socialista Sammarinese | 5.064 | 23,23 | 14 |
| Politiche 2001 | Consiglio Grande e Generale | Partito Socialista Sammarinese | 5.296 | 24.18 | 15 |